# Eugenio Bustingorri
Eugenio Bustingorri Oíz (Noáin, 28 dicembre 1963) è un ex calciatore spagnolo.
In attività giocava nel ruolo di difensore. Ha giocato quasi interamente per tutta la sua carriera con la maglia dell'Osasuna. Nella stagione 1990-91 l'Osasuna si classificò quarta e Bustingorri fu nominato Miglior terzino sinistro dell'anno dal quotidiano El Mundo Deportivo.